# Birinci Lig 1958/59
Die Birinci Lig 1958/59 war die 4. Saison der höchsten zyperntürkischen Spielklasse im Männerfußball.
Doğan Türk Birliği SK konnte sein dritte Meisterschaft gewinnen.

## Abschlusstabelle
| Pl. | Verein                 | Sp. | S  | U | N  | Tore    | Diff. | Punkte |
| --- | ---------------------- | --- | -- | - | -- | ------- | ----- | ------ |
| 1.  | Doğan Türk Birliği SK  | 14  | 10 | 1 | 3  | 041:130 | +28   | 21:70  |
| 2.  | Çetinkaya TSK (M)      | 14  | 10 | 1 | 3  | 064:220 | +42   | 21:70  |
| 3.  | Gençlik Gücü TSK       | 14  | 8  | 1 | 5  | 033:180 | +15   | 17:11  |
| 4.  | Yenicami Ağdelen       | 14  | 5  | 3 | 6  | 026:280 | −2    | 13:15  |
| 5.  | Türk Ocağı Limasol (N) | 14  | 4  | 5 | 5  | 023:280 | −5    | 13:15  |
| 6.  | Gençler Birligi        | 14  | 6  | 1 | 7  | 022:500 | −28   | 13:15  |
| 7.  | Mağusa Türk Gücü       | 14  | 5  | 2 | 7  | 025:290 | −4    | 12:16  |
| 8.  | Yalova TSK             | 14  | 0  | 2 | 12 | 011:570 | −46   | 02:26  |

| (M) | amtierender Meister           |
| (N) | Aufsteiger der letzten Saison |